# Liste der Monuments historiques in Friedolsheim
Die Liste der Monuments historiques in Friedolsheim führt die Monuments historiques in der französischen Gemeinde Friedolsheim auf.

## Liste der Objekte
| Bezeichnung                | Beschreibung                                                  | Standort                      | Kennzeichnung | Schutzstatus | Datum | Bild |
| -------------------------- | ------------------------------------------------------------- | ----------------------------- | ------------- | ------------ | ----- | ---- |
| Skulpturengruppe Marientod | Terrakotta, farbig gefasst, erste Hälfte des 15. Jahrhunderts | in der Kirche St-Denis (Lage) | PM67000943    | Classé       | 2005  |      |